# Steveniella satyrioides
Steveniella satyrioides – gatunek roślin z monotypowego rodzaju Steveniella z rodziny storczykowatych (Orchidaceae). Rośliny występują w Azji i Europie w takich krajach i regionach jak:Iran, Turcja, Półwysep Krymski, Kaukaz.

## Systematyka
Gatunek sklasyfikowany do podplemienia Orchidinae w plemieniu Orchideae, podrodzina storczykowe (Orchidoideae), rodzina storczykowate (Orchidaceae), rząd szparagowce (Asparagales) w obrębie roślin jednoliściennych.